# Canton de Gap-Sud-Est
Le canton de Gap-Sud-Est est une ancienne division administrative française située dans le département des Hautes-Alpes et la région Provence-Alpes-Côte d'Azur.

## Histoire
Ancien canton de Gap (1833 à 1973) : voir canton de Gap-Sud-Ouest.

## Représentation
Conseillers généraux du canton de Gap-Sud
| Période | Période | Identité      | Étiquette | Qualité                                                     |
| ------- | ------- | ------------- | --------- | ----------------------------------------------------------- |
| 1976    | 1982    | Gaston Julian | PCF       | Député (1946-1951 et 1956-1958) Conseiller municipal de Gap |

Conseillers généraux du canton de Gap-Sud-Est (créé en 1982)
| Période | Période | Identité           | Étiquette | Qualité                                                                                               |
| ------- | ------- | ------------------ | --------- | --- |
| 1982    | 1993    | Jean-Claude Chappa | UDF-CDS   | Avocat Conseiller municipal de Gap                                                                    |
| 1993    | 1998    | Daniel Chevallier  | PS        | Professeur d'université Député (1981-1993 et 1997-2002) Ancien conseiller général du Canton de Veynes |
| 1998    | 2015    | Bernard Jaussaud   | PS        | Garagiste, conseiller municipal de Gap                                                                |

## Composition
Le canton de Gap-Sud-Est se composait d’une fraction de la commune de Gap. Il comptait 8 806 habitants (population municipale) au 1er janvier 2012.
| Nom             | Code Insee | Intercommunalité       | Population (dernière pop. légale)              |
| --------------- | ---------- | ---------------------- | ---------------------------------------------- |
| Gap (chef-lieu) | 05061      | CA Gap-Tallard-Durance | Fraction : 8 806(2012) Commune : 40 225 (2014) |

## Démographie
| 1982 | 1990  | 1999  | 2006  | 2011  | 2012  |
| ---- | ----- | ----- | ----- | ----- | ----- |
| -    | 8 103 | 8 622 | 8 069 | 9 010 | 8 806 |